# برترام (تگزاس)
برترام، تگزاس(به انگلیسی: Bertram, Texas) شهری در ایالت تگزاس از ایالات جنوبی ایالات متحده آمریکا است. در سرشماری سال ۲۰۰۰، جمعیت این شهر ۱۱۲۲ نفر اعلام شد.